# Olha Zemljak
Olha Mykolajivna Zemljak (ukrainska: Ольга Миколаївна Земляк), född den 16 januari 1990 i Rovno, Ukrainska SSR, Sovjetunionen, är en ukrainsk friidrottare som tävlar i kortdistanslöpning.